# Robert Guédiguian

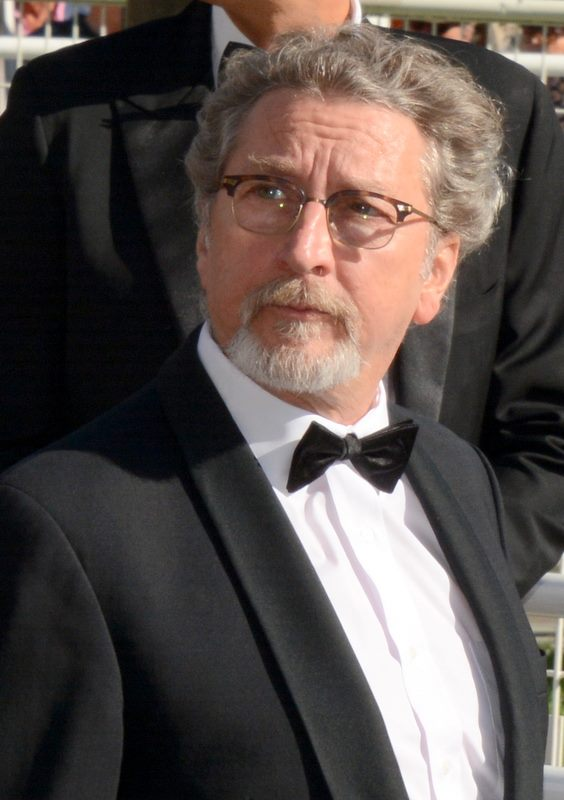
Robert Guédiguian (2015)

Robert Guédiguian (* 3. Dezember 1953 in Marseille) ist ein französischer Filmregisseur und -produzent deutsch-armenischer Abstammung.

## Leben
Guédiguian ist seit 1980 als Drehbuchautor und seit 1981 als Regisseur aktiv. Seine Tätigkeit als Produzent kam 1985 hinzu und umfasst bis heute mehr als 30 Produktionen.
Die meisten von Guédiguians Filmen sind in Marseille angesiedelte Sozialdramen mit starker Sympathie für benachteiligte Gruppen wie Arbeiter oder Einwanderer. Sein in Deutschland bekanntester Film ist Marius und Jeannette – Eine Liebe in Marseille (1997).
Zu seinen Auszeichnungen zählen der Louis-Delluc-Preis 1997 für Marius und Jeanette – Eine Liebe in Marseille und der Hauptpreis Goldene Ähre der Semana Internacional de Cine de Valladolid 2000 für Die Stadt frisst ihre Kinder. Im Jahr 2011 gewann er den seit 2007 jährlich vergebenen LUX-Filmpreis des Europäischen Parlaments für seinen Spielfilm Der Schnee am Kilimandscharo, der Ungerechtigkeiten moderner Gesellschaften thematisiert.
2018 wurde er in die Wettbewerbsjury des 71. Filmfestivals von Cannes berufen.

## Filmografie (Auswahl)
- 1980: Der letzte Sommer (Dernier été)
- 1985: Rouge midi
- 1985: Ki lo sa ?
- 1989: Dieu vomit les tièdes
- 1993: Geld allein macht glücklich (L’argent fait le bonheur)
- 1995: Auf das Leben, auf den Tod (À la vie, à la mort!)
- 1997: Marius und Jeannette – Eine Liebe in Marseille (Marius et Jeannette)
- 1998: Die Farbe des Herzens (À la place du cœur)
- 2000: À l’attaque!
- 2000: Die Stadt frisst ihre Kinder (La ville est tranquille)
- 2001: Marie-Jo und ihre zwei Liebhaber (Marie-Jo et ses deux amours)
- 2004: Mon père est ingénieur
- 2005: Letzte Tage im Elysée (Le promeneur du Champ-de-Mars)
- 2006: Le Voyage en Arménie
- 2008: Lady Jane
- 2009: L’Armée du crime
- 2011: Der Schnee am Kilimandscharo (Les neiges du Kilimandjaro)
- 2014: Café Olympique – Ein Geburtstag in Marseille (Au fil d’Ariane)
- 2015: Une histoire de fou (Eine verrückte Geschichte)
- 2017: Der junge Karl Marx (Le Jeune Karl Marx, nur Produktion)
- 2017: Das Haus am Meer (La Villa)
- 2019: Gloria Mundi – Rückkehr nach Marseille (Gloria Mundi)
- 2021: Twist à Bamako (Mali Twist)
- 2024: Das kostbarste aller Güter (La plus précieuse des marchandises, nur Produktion)
- 2024: Die leisen und die großen Töne (En Fanfare)

## Bibliografie
- Daniel Winkler: Marseille! Eine Metropole im filmischen Blick. Marburg, Schüren 2013, ISBN 978-3-89472-860-1.

## Film
- Square für Künstler. Robert Guédiguian. Regie: Philippe Brachet. Arte, Frankreich, 2021